# NGC 158
NGC 158 es una estrella doble en la constelación de Cetus. Fue descubierto por Wilhelm Tempel en 1882.